# Les Saintes Maries de la Mer
Les Saintes Maries de la Mer, légende de Provence en quatre parties, est un oratorio d’Émile Paladilhe composé entre 1890 et 1892 sur un poème de Louis Gallet et donné pour la première fois en avril 1892 par la Société de Saint-Jean en l’église St-Denis de Montpellier.
Sous une forme d’oratorio, elle raconte la légende des Saintes Maries et leur arrivée en Provence. L’œuvre est composée de quatre parties : Au sépulcre, À Jérusalem, En pleine mer et En Provence.
C'est avec l'opéra Patrie! le chef-d'œuvre de Paladilhe.
Cette œuvre a été recréée en 2006 à Paris après 80 ans de repos à la Bibliothèque Nationale, ce qui a permis de se rendre compte de son importance dans l'histoire de l'oratorio en France.
Cette œuvre se distingue par la beauté et l'élégance de ses mélodies et la clarté de son harmonie. Son orchestration est tout à fait originale puisqu'elle allie à l'orchestre symphonique, un piano très présent, presque concertant par moments, l'orgue et les harpes.

## Personnages
- Marie-Madeleine, soprano ;
- Marie-Salomé, mezzo-soprano ;
- Marie-Jacobé, contralto ;
- Marthe, mezzo-soprano ;
- Sarah, contralto ;
- Maximin, ténor ;
- L'esprit de Jésus, ténor ;
- Un ange, ténor ;
- Jean, ténor ;
- Lazare, baryton ou basse ;
- Pierre, basse ;
- Sidoine, basse ;
- Un chef pharisien, baryton ou basse ;
- Chœurs célestes ;
- Chœur de païens ;
- Chœur de chrétiens.